# Habromys
Habromys là một chi động vật có vú trong họ Cricetidae, bộ Gặm nhấm. Chi này được Hooper and Musser miêu tả năm 1964. Loài điển hình của chi này là Peromyscus lepturus Merriam, 1898.

## Các loài
Chi này gồm các loài: